# Añover de Tormes
Añover de Tormes è un comune spagnolo di 103 abitanti situato nella comunità autonoma di Castiglia e León.